# 허레이 포 더 리프 래프
허레이 포 더 리프 래프(Hurray for the Riff Raff)는 미국의 인디 밴드이다. 밴드 프론트맨을 맡고 있는 뉴욕 브루클린 출신 앨린다 세가라(Alynda Segarra)가 2007년 루이지애나주 뉴올리언스로 이주한 후 결성했다.